# Російська палиця

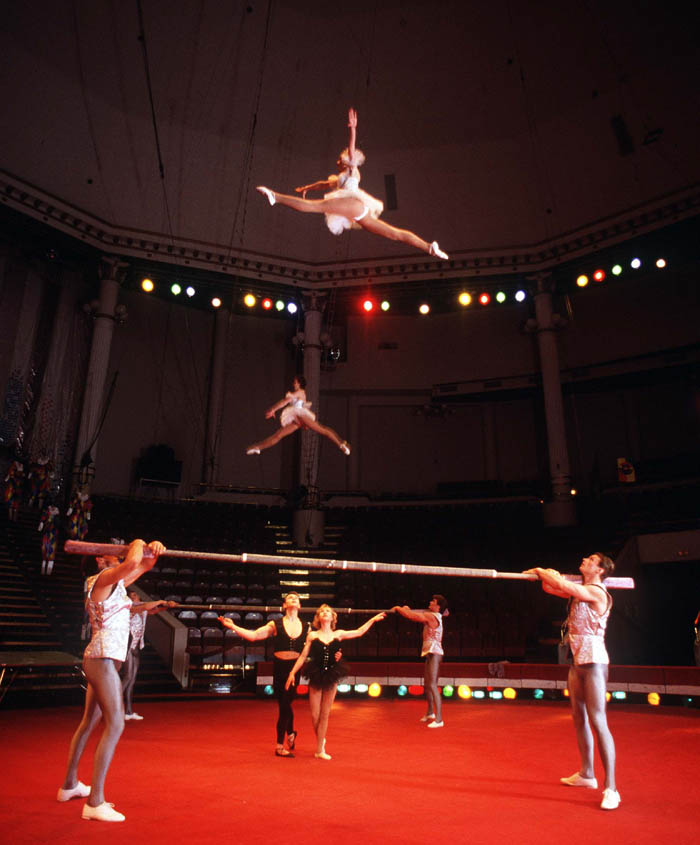
Номер в жанрі «Російська палка».

Росі́йська па́лиця або росі́йська па́лка — один із найскладніших циркових жанрів.

## Витоки
Цей цирковий жанр виріс із традиційного циркового акробатичного жанру вольтиж. Двоє нижніх вольтижери брали в руки дерев'яні бруси або згодом алюмінієві труби, верхній гімнаст ставав на них ногами або руками. Нижні вольтижери підкидаючи і беручи верхнього, допомагали йому виконувати ті чи інші трюки. Однією з найкращих представниць цього жанру була Ірина Шестуа.